# Soria Moria Slott
Soria Moria Slott är ett studioalbum av det norska black metal-bandet Dismal Euphony. Det är bandets debutalbum och gavs ut 1996 av skivbolaget Napalm Records.

## Låtlista
1. "Prolog" (instrumental) (Jannike Tveiten) – 0:33
2. "Et vintereventyr" (Kristoffer Austrheim/Ole Helgesen) – 6:36
3. "Natten løftet sitt tunge ansikt" (Austrheim/Helgesen) – 3:31
4. "Alvedans" (instrumental) (Austrheim/Helgesen) – 4:12
5. "Trollbundet" (Linn Achre Tveit/Asbjorn/Helgesen/Sanzia/Tomaso Albinoni) – 6:39
6. "Ekko" (Asbjorn/Austrheim) – 9:43
7. "Isgrav, det siste hvilested" (Helgesen/Austrheim) – 8:34
8. "Epilog" (instrumental) (Austrheim) – 2:31

Texten till spår 7 är baserad på dikten "Ekko" av Theodor Kittelsen.

## Medverkande
Musiker (Dismal Euphony-medlemmar)
- Ole (Ole Helgesen) – sång, gitarr, basgitarr, bakgrundssång
- Austrheim (Kristoffer Austrheim) – trummor, gitarr, basgitarr, bakgrundssång
- Keltziva (Linn Achre Tveit) – sång
- Elin (Elin Overskott) – keyboard, piano

Bidragande musiker
- Asbjorn – flöjt, sång
- Jannike Tveiten – sång, div. instrument

Produktion
- Torbjørn Solum – ljudtekniker, ljudmix, mastering
- Vibeke Tveiten – omslagsdesign, logo
- Espen Helgesen – omslagskonst, foto
- Scott Crinklaw – omslagskonst